# Galium divaricatum
Galium divaricatum är en måreväxtart som beskrevs av Pierre André Pourret de Figeac och Jean-Baptiste de Lamarck. Galium divaricatum ingår i släktet måror, och familjen måreväxter. Inga underarter finns listade i Catalogue of Life.